# Хоцянівська Алла Вікторівна
А́лла Ві́кторівна Хоцяні́вська (нар. 30 липня 1985, м. Бердичів, Україна) — українська журналістка.

## Життєпис
Алла Хоцянівська народилася 30 липня 1985 року у місті Бердичеві Бердичівського району Житомирської області України.
Закінчила філологічний факультет Вінницького державного педагогічного університету.
Працювала у друкованих ЗМІ.
Свій перший телевізійний сюжет Алла зробила на каналі «1+1». Працює в ТСН.

### Євромайдан
З першого і до останнього дня висвітлювала події «Революції гідності». Нічні чергування, найгарячіші точки.
18 лютого 2014 року біля Маріїнського парку разом з оператором пережила напад «тітушок». Їхня знімальна група опинилася в тилу беркутівців. Вдалося зазняти зброю, знущання над людьми з боку «беркуту» та «тітушок». Саме це стало причиною нападу. В результаті — побиття та розтрощена камера.

### Війна на сході України
З 2015 року працює в зоні ООС. Була свідком перших контрнаступів українських військ, загострення ситуації в Широкиному, десяток поранених та відступу українських сил.
|                                     | Майже від самого початку війни я прагнула туди поїхати. Я довго визрівала для цього. Але рідні та друзі говорили, що дівчатам там не місце, і це до певного часу зупиняло мене. Зрештою зрозуміла, що мушу там бути, відчувала, що повз мене проходять найголовніші події в країні. |
| — Алла Хоцянівська, Війна очима ТСН | |

## Доробок
Співавторка книг «Війна очима ТСН» (2014), «Незалежність очима ТСН» (2017).

## Відзнаки
- орден княгині Ольги III ступеня (6 червня 2018) — за вагомий особистий внесок у розвиток вітчизняної журналістики, багаторічну сумлінну працю та високу професійну майстерність[6]